# Landkreis Lemberg-Land-West
Powiat Lemberg-Land-West (niem. Landkreis Lemberg-Land-West, Kreishauptmannschaft Lemberg-Land-West, pol. powiat lwowski ziemski zachodni) – jednostka podziału administracyjnego Generalnego Gubernatorstwa w latach 1941–1942, wchodząca w skład dystryktu galicyjskiego. Siedziba dystryktu znajdowała się Lembergu (Lwowie), który stanowił odrębny powiat miejski (Stadthauptmannschaft Lemberg).
Tereny obwodu lwowskiego zostały zajęte przez wojska niemieckie w czerwcu 1941. Galicja Wschodnia weszła 1 sierpnia 1941 w skład Generalnego Gubernatorstwa pod nazwą Dystrykt Galicja na mocy dekretu Adolfa Hitlera z 1 sierpnia 1941. Niemieckie władze wojskowe sprawowały władzę do 5 sierpnia 1941, kiedy to utworzono Landkreis Lemberg-Land (pol. powiat lwowski ziemski) z ukraińskich rejonów lwowskiego, żółkiewskiego i częściowo bóbreckiego (część północna z miastem Bóbrka i gminami wiejskimi Bóbrka, Chlebowice Wielkie, Podhorodyszcze i Stare Sioło). W 1941 roku powiat przemianowano na Landkreis Lemberg-Land-West.
1 kwietnia 1942 Landkreis Lemberg-Land-West zniesiono, łącząc go z powiatami Lemberg-Land-Ost i Sądowa Wisznia w jeden wielki powiat o nazwie Landkreis Lemberg.